# USS Guardfish (SS-217)
USS Guardfish (SS-217) – amerykański okręt podwodny typu Gato, pierwszego masowo produkowanego wojennego typu amerykańskich okrętów podwodnych.
Był jednym z najskuteczniejszych amerykańskich okrętów podwodnych. Po wojnie JANAC potwierdziła, że w czasie służby, "Guardfish" uzyskał 19 potwierdzonych zatopień, w tym trzy niszczyciele, o łącznym tonażu 72 424 ton w podczas 12 patroli bojowych w trakcie wojny podwodnej na Pacyfiku (niestety wśród zatopionych statków jest jeden własny - amerykański okręt ratowniczy zatopiony przez pomyłkę).

## Służba operacyjna
Po rejsie próbnym i ćwiczeniach doskonalących załogę w New London pod dowództwem komandora podporucznika Thomasa Burtona Klarkinga, USS Guardfish (SS-213) wyruszył 28 czerwca 1942 na Pacyfik i dotarł do Pearl Harbor 25 lipca skąd działał w składzie Floty Pacyfiku.
Za służbę podczas II wojny światowej USS Guardfish został odznaczony 11 Gwiazdami Bojowymi (Battle star) i dwoma Pochwałami Prezydenckimi.

### Służba na Pacyfiku
I patrol
6 sierpnia USS Guardfish wypłynął na swój pierwszy patrol wojenny w okolice wyspy Honsiu. 22 sierpnia zatopił ogniem artyleryjskim trawler rybacki. 24 sierpnia zaatakował torpedami i zatopił statek pasażersko-towarowy "Seikai Maru" (3109 BRT). Po zmyleniu pogoni eskorty 2 września napotkał konwój, który zaatakował i zatopił frachtowiec "Teikyu Maru" (2332 BRT). Podczas kolejnych ataków dwa dni później zatopił dwa następne statki: "Tenyu Maru" (3738 BRT) i "Kaimei Maru" (4254. BRT), a uszkodzony frachtowiec "Chita Maru" (2276 BRT) wyrzucił się na. brzeg, ale dodatków torpeda doprowadziła do jego całkowitego zn iszczenia. Następnie okręt skierował się do bazy i dotarł do niej 15 września.
 II patrol
Na drugi patrol wojenny USS Guardfish wyruszył 30 września 1942 z Midway w rejon Morza Wschodniochińskiego. Po nieskutecznym ataku japońskiego samolotu 19 października dwa dni poźniej zaatakował konwój złożony z siedmiu statków w eskorcie okrętów wojennych. Zatopił frachtowiec o nieustalonej nazwie o pojemności ok. 4000 BRT i "Michiho Maru" (6263 BRT) na północ od Formozy. Po zmyleniu eskorty obrał kurs na Pearl Harbor, dokąd dotarł 28 listopada. 
 III patrol
2 stycznia USS Guardfish został skierowany w rejon Truk wyruszył na trzeci wojenny patrol. 12 stycznia storpedował i zatopił stary niszczyciel "Shimakaze" (750 BRT) o nazwie Patrolowiec Nr 1. 22 stycznia storpedował i zatopił statek o nieznanej nazwie o pojemności około (4000 BRT), a następnego dnia storpedował i zatopił atakujący go 1300 tonowy niszczyciel typu Minekaze “Hakaze“. Po przemieszczeniu się w kierunku Rabaulu wykrył duży konwój, ale gwałtowne ataki eskorty po wykryciu okrętu podwodnego, uniemożliwiły mu podjęcie ataku. Skierował się do bazy i 15 lutego datarł do Brisbane w Australii. 
 IV patrol
Na czwarty patrol wojenny USS Guardfish wypłynął 9 marca 1943 w rejon Archipelagu Bismarcka, Wysp Salomona i Nowej Gwinei. Pomimo poszukiwań nie natrafiono na jednostki japońskie i okręt bez nowych zatopień powrócił 30 kwietnia do bazy.
 V patrol
Na piąty patrol bojowy okręt wypłynął w ten sam rejon 2 maja. Po przekazaniu 18 maja dowodzenia USS Guardfish komandorowi podporucznikowi Norvellowi Gardnerowi Wardowi 13 czerwca storpedowano i zatopiono frachtowiec "Suzuya Maru" (901 BRT), a drugi trafiono, ale z powodu szybkiej kontrakcji sił eskorty nie ustalono dalszego losu jednostki. Następnie 14 lipca w ramach misji fotograficzno-rozpoznawczej spenetrował brzegi wyspy Bougainville i 2 sierpnia powrócił do Brisbane.
 VI patrol
Szósty wojenny patrol rozpoczął z Brisbane 24 sierpnia i miał przede wszystkim za zadanie prowadzenie rozpoznania z fotografowaniem wysp przewidzianych do lądowania wojsk amerykańskich, początkowo wyspę Bougainville. W trakcie patrolu 8 października zaatakował i zatopił torpedami statek "Kashu Maru" (5460 BRT) a przez kolejne dwa dni był skierowany na misję ratowniczą załóg bombardujących Rabaul. Następnie rozpoznawał rejon Tulagi i ponownie rejon Bougainville na dwa dni przed lądowaniem wojsk amerykańskich. 3 listopada okręt zakończył patrol w Brisbane.
 VII patrol
3 grudnia podczas kolizji z nieznanym z nazwy tankowcem USS Guardfish doznał uszkodzeń, po naprawie których 27 grudnia 1943 wyruszył na siódmy patrol bojowy pomiędzy Truk i Guadalcanal. 14 stycznia zatopił duży tankowiec "Kenyo Maru" (10 022 BRT). 1 lutego podczas ataku na wykryty konwój zatopił 1580-tonowy niszczyciel  typu Shiratsuyu "Umikaze". Po krótkiej akcji ratowniczej dla ewentualnie strąconych lotników powrócił 18 lutego do Pearl Harbor skąd dziewięć dni później wypłynął do San Francisco w celach remontowych.
 VIII patrol
Po naprawach powrócił 1 czerwca do Pearl Harbor i dołączono go do wilczego stada pod nazwą "Wojownicy Mickeya" (Mickey's Finis), od dowódcy 42. Dywizjonu Okrętów Podwodnych komandora Williama Vincenta "Mickey" O'Regana, który zaokrętował się na USS Guardfisha. Grupa operowała w rejonie Formozy i 11 lipca wytropiła konwój i rozpoczęła ataki. USS Guardfish zaatakował w nocy z 16 na 17 lipca i zatopił statek pasażersko-towarowy “Jinzan Maru“ (5215 BRT) oraz frachtowiec “Mantai Maru“ (5863 BRT). W kolejnym ataku uszkodził statek “Hiyama Maru“ (2838. BRT), który musiał torpedować jeszcze dwukrotnie, żeby go ostatecznie zatopić. 18 lipca ponownie zaatakował konwój i z powierzchni wystrzelił trzy torpedy, kiedy jeden ze statków usiłował go staranować i zmusił okręt podwodny do głębokiego zejścia pod wodę. 19 lipca załoga USS Guardfisha napotkała następny konwój, z którego storpedowała i zatopiła frachtowiec “Teiryu Maru“ (6650 BRT). Spowodowało to gwałtowną, wielogodzinną kontrakcję okrętów osłony. Po zmyleniu pościgu powrócił 31 lipca do bazy na Midway.
 IX patrol
Na dziewiąty patrol bojowy wyruszył z Guam 23 sierpnia w stadzie z USS Tresherem i USS Sunfishem. 20 września podczas 40-minutowego ostrzału z działa pokładowego zatopił japoński sampan na południe od wyspy Chichi-jima. 25 września USS Guardfish storpedował i zatopił frachtowiec "Miyakawa Maru" (873 BRT). 24 października powrócił do Pearl Harbor.
 X patrol
Po objęciu dowództwa 27 października przez komandora porucznika Douglasa Thompsona Hammonda USS Guardfish 26 listopada 1944 wyruszył na swój dziesiąty patrol bojowy na Morze Południowochińskie. Do 24 stycznia nie napotkano japońskich jednostek, kiedy to po obserwacjach w nocy przez peryskop rozpoznano napotkaną jednostkę jako japoński okręt podwodny. Z wystrzelonych czterech torped jedna trafiła i zatopiła jak się okazało amerykański okręt ratunkowy Extractor (ARS - 15) (1615 BRT). W czasie ataku zginęło sześciu amerykańskich marynarzy, 73 uratował USS Guardfish, z którymi wrócił na Guam 26 stycznia 1945.
 XI patrol
27 lutego 1945 wypływając z Saipanu rozpoczął swój jedenasty patrol bojowy. Podczas patrolu okręt nie miał okazji do przeprowadzenia ataku, ale 19 marca uratował dwóch zestrzelonych lotników amerykańskich i 11 kwietnia powrócił na Midway.
 XII patrol
8 maja 1945 okręt wyruszył na swój dwunasty patrol bojowy, podczas którego nastawiony był głównie na funkcje ratownicze zestrzelonych lotników bombardujących wyspy japońskie. 16 czerwca napotkał i zatopił ogniem z działa trawler rybacki. 26 czerwca powrócił do Pearl Harbor.
Następnie do 25 sierpnia 1945 ćwiczył z okrętami nawodnymi taktykę obrony i ataku. Tego dnia, od 19 lipca pod nowym dowództwem komandora podporucznika Juliana Thompsona Burke, został skierowany do Stanów Zjednoczonych. 6 listopada dotarł do New London, gdzie pozostawał do 25 maja 1946, kiedy przeniesiono go do rezerwy i zaczął służyć do szkolenia rezerwistów w New London. Okres ten zakończył się 1 czerwca 1960, kiedy został skreślony z listy jednostek floty i zatopiony 10 października 1961 na poligonie jedną z nowych testowanych torped. 